# Magid Jansen

Magid Jansen (Amstelveen, 6 oktober 1983) is een Nederlands voetballer. De verdediger staat op dit moment onder contract bij AFC Amsterdam, waarmee hij in zijn eerste seizoen (2009/2010) kampioen werd van de zondaghoofdklasse A en promoveerde naar de nieuwe Topklasse.
Eerder speelde hij voor FC Omniworld, Telstar en in de jeugd bij AFC, Ajax en AZ.
Jansen maakte zijn debuut in het betaalde voetbal op 19 augustus 2005 tegen Fortuna Sittard.

## Carrière
| Seizoen | Club                | Wedstrijden | Doelpunten | Competitie     |
| ------- | ------------------- | ----------- | ---------- | -------------- |
| 2005/06 | Stormvogels Telstar | 25          | 0          | Eerste Divisie |
| 2006/07 | Stormvogels Telstar | 6           | 0          | Eerste Divisie |
| 2007/08 | FC Omniworld        | 21          | 0          | Eerste Divisie |
| 2008/09 | FC Omniworld        | 21          | 0          | Eerste Divisie |
| Totaal  |                     | 73          | 0          |                |